# Acabaria haddoni
Acabaria haddoni är en korallart som beskrevs av Sydney John Hickson 1937. Acabaria haddoni ingår i släktet Acabaria och familjen Melithaeidae. Inga underarter finns listade i Catalogue of Life.